# Mango (Togo)
Pour les articles homonymes, voir Mango.
Mango ou Sansanné-Mango est une ville du Togo, deuxième plus importante de la région des Savanes. 
Mango est le chef-lieu de la préfecture de l'Oti.

## Géographie

### Situation géographique
Mango est située à environ  75 km de Dapaong.  Elle est drainée par le deuxième plus grand fleuve du Togo, l'Oti, qui alimente ville et ses environs en eau douce et potable.

### Population
Les habitants de Mango sont des Anufo (ou Anoufo, Anufom). Ils sont appelés « Tchokossi » par leurs voisins du Togo. La ville compte environ 41 464 habitants en 2007, dont la grande majorité a moins de 20 ans. 

## Économie
Les principales ressources proviennent de l'artisanat, du commerce et de l'élevage, mais surtout de l'agriculture (70 %) : culture du coton, du soja, du mil, du maïs et de l'igname.

## Transports
Mango est desservie par les transports routiers comme les quinze places de la gare routière d'Agbalépédo, les bus de La Poste, SKV, etc. Elle est également desservie par l'aéroport Sansanné-Mango.

## Histoire
Louis-Gustave Binger qui visite la ville en août 1888 écrit à son sujet : « La présence des Traouré, antérieure à la création de Sansanné-Mango prouve que dans ce pays il y avait déjà de nombreuses colonies mandé, et que Sansanné-Mango est au contraire un établissement mandé, relativement récent ».